# Bandeira de Mari El
A Bandeira de Mari El é um dos símbolos oficiais da República de Mari El, uma subdivisão da Federação Russa. Foi adotada em 3 de setembro de 1992, sua nova versão foi aprovada pelo Parlamento da República em 30 de novembro de 2006.

## Descrição
Seu desenho consiste em um retângulo com proporção 2:3, dividido em três listras horizontais nas cores azul, a superior, branca, a intermediária e vermelha escuro, a inferior, na proporção de 3:4:3, respectivamente. No centro da listra branca há tradicional símbolo Mari: uma cruz vermelho-escura, com altura de 1/3 da altura da bandeira.

## Simbologia

Reverso da Bandeira de Mari El.

Bandeira de Mari el de 1992-2006.

A figura localizada no centro da bandeira é o fragmento de um tradicional ornamento nacional e possui vários significados:
- Um elemento arcaico de uma civilização rural, um sol estilizado, fonte de fecundidade, vida e eternidade;
- Sua cor marrom avermelhada refere-se a uma lenda ancestral do povo Mari que diz que a vida na Terra foi originada a partir do barro marrom quando o deus supremo Kugu-Jumo deu para seu irmão, que nadou em um oceano primordial;
- As quatro tribos Mari que formaram a república.

As cores da bandeira também seguem o padrão da bandeira da maioria dos países do leste europeu e da bandeira da Rússia bem como de muitas de suas subdivisões, ou seja, usam as cores Pan-Eslavas que são o vermelho, neste caso marrom-avermelhado, o branco e o azul.